# Chrysso lingchuanensis
Chrysso lingchuanensis là một loài nhện trong họ Theridiidae.
Loài này thuộc chi Chrysso. Chrysso lingchuanensis được miêu tả năm 1992 bởi Zhu & Zhang.